# 하드 디스크 레코더
하드 디스크 레코더(Hard disk recorder, HDR)는 대용량 하드 디스크를 사용하여 디지털 오디오 또는 비디오를 기록하는 시스템이다. 하드 디스크 레코딩 시스템은 테이프 레코더에서 사용할 수 없는 비선형 편집 기능을 제공하는 릴 투 릴 오디오 테이프 레코딩 및 비디오 테이프 레코더의 대안이다. 독립형 또는 컴퓨터 기반 오디오 HDR 시스템은 일반적으로 오디오 신호의 디지털 믹싱 및 처리 기능과 결합되어 디지털 오디오 워크스테이션(DAW)을 생성한다. DDR(Direct-to-Disc Recording)은 DVD 및 컴팩트 디스크와 같은 광학 디스크 기록 기술도 사용하는 방법을 말한다.

## 같이 보기
- 홈 리코딩